# Lluís Figa i Faura
Lluís Figa i Faura (Palamós, Baix Empordà, 6 de maig de 1918 - 11 de febrer de 1996) fou un advocat i jurista català.

## Biografia
Es llicencià en dret a la Universitat de Barcelona el 1940, i el 1950 va obtenir una plaça de notari a Barcelona, on va exercir fins a la seva jubilació. El 1973 fou nomenat degà del Col·legi de Notaris.
Alhora, del 1958 al 1963 fou catedràtic d'organització econòmica internacional a la facultat de ciències econòmiques de la Universitat de Barcelona. També fou president de l'Acadèmia de Jurisprudència i Legislació de Catalunya i magistrat del Tribunal Superior de la Mitra, d'Andorra. Al Segon Congrés Jurídic Català aportà una notable ponència sobre l'estatut personal i patrimonial dels cònjuges i va publicar nombrosos articles a la Revista Jurídica de Catalunya.
Fou membre emèrit de la secció de Filosofia i Ciències Socials de l'Institut d'Estudis Catalans i el 1993 va rebre la Creu de Sant Jordi.

## Obres
- Cómo se hace un testamento (1960)
- Manual de derecho civil catalán (1961)
- La validez de los actos y contratos otorgados por las sociedades mercantiles antes de su inscripción en el registro mercantil (1977)
- Cultura jurídica catalana (1979) a Revista Jurídica de Catalunya
- El dret civil catalá en perill (1993) a Revista Jurídica de Catalunya
- Josep Maria de Porcioles (1994) a Revista Jurídica de Catalunya